# Danijel Subašić
Danijel Subašić, född 27 oktober 1984 i Zadar, Jugoslavien (nuvarande Kroatien), är en kroatisk fotbollsspelare som spelar för Hajduk Split. Han har även representerat Kroatiens fotbollslandslag.

## Klubbkarriär
Subašićs karriär började i NK Zadar. Han spelade i Zadar fram till 2008 då han blev inlånad av Hajduk Split som senare kom att värva honom. I januari 2012 värvades Subašić av AS Monaco. Subašić har gjort mål på frispark för AS Monaco i en match mot Boulogne där han gjorde det vinnande 2–1-målet. 
Efter 8,5 år i AS Monaco meddelade de den 8 juni 2020 att Subašić skulle lämna klubben.
Den 22 september 2021 blev Subašić klar för en återkomst i Hajduk Split, där han skrev på ett kontrakt till sommaren 2023.

## Landslagskarriär
Subašić gjorde debut i det kroatiska landslaget den 14 november 2009 i en träningsmatch mot Liechtenstein där han höll nollan samtidigt som Kroatien vann med 5-0. I maj 2010 blev han också uttagen till två träningsmatcher mot Österrike och Estland där han också höll nollan.

## Bakgrund och privatliv
Subašićs far Jovo Subašić är av serbisk härkomst medan hans mor Boja (tidigare efternamn Brkljača) är av kroatisk härkomst. Fadern härstammar från byn Zagrad och modern från byn Raštević som båda är belägna vid orten Benkovac.